# エドワード・エヴァレット
エドワード・エヴァレット（Edward Everett, 1794年4月11日 - 1865年1月15日）は、アメリカ合衆国マサチューセッツ州の政治家。ホイッグ党に所属し、連邦下院議員、連邦上院議員、ハーバード大学学長、駐イギリス特命全権公使、マサチューセッツ州知事、国務長官を務めた。1860年大統領選挙では立憲連合党の副大統領候補として立候補した。

## 生い立ちと初期の経歴
1794年4月11日、エヴァレットはマサチューセッツ州ボストンにおいて誕生した。エヴァレットは父親の所有する図書館でシェイクスピア、ヒューム、ティロットソン、シャフツベリーなどの書物を読み知識を習得した。1804年、エヴァレットはウェブスター私塾に通い、ダニエル・ウェブスターから初等教育を受けた。エヴァレットはその後も、ウェブスターと公私ともに親しい関係を続けた。エヴァレットは1805年から1807年までボストン・ラテン・スクールで学び、その後フィリップス・エクセター・アカデミーに通った。エヴァレットはいくつもの表彰を受け、優秀学生奨学金を受けた。
1807年、エヴァレットは最年少の13歳でハーバード大学に入学した。エヴァレットはまじめな学者として学生や教員から認められた。1811年にハーバード大学を卒業し、卒業生総代を務めた。エヴァレットは大学卒業後、ジョセフ・スティーヴンズ・バックミンスター牧師の下で神学を学んだ。エヴァレットは1814年にボストンのブラトル・ストリート・ユニテリアン教会で牧師に叙任された。

## ハーバード大学教授
エヴァレットは1812年から1814年までハーバード大学で準講師を務め、ラテン語を教えた。エヴァレットは1815年にハーバード大学でギリシャ文学の教授に就任した。エヴァレットの経歴は特異なものであり、教授着任から2年間は有給での留学勉強を認められた。エヴァレットはドイツに渡り、ゲッティンゲン大学で1日あたり12時間から14時間の勉強を行った。エヴァレットはギリシャ語、ラテン語、フランス語、ドイツ語、イタリア語に詳しくなった。またエヴァレットはローマ法と考古学について研究し、キケロやプラトンの思想、ギリシャ美術について学んだ。エヴァレットはイングランドやフランスへも渡り、大量の書籍をトーマス・ジェファーソンへの手土産として購入した。エヴァレットはドイツにおいて、アメリカ人として最初の博士号を取得した。エヴァレットは1826年にハーバード大学の教授を辞職し、関心の対象を政治へと移した。
エヴァレットは教授辞任後後もハーバード大学との関係を維持し、1827年から1847年までハーバード大学監督委員会の委員を務めた。エヴァレットは1846年から1849年までハーバード大学学長を務めた後、1849年から1854年まで、および1862年から1865年まで、再びハーバード大学監督委員会の委員を務めた。

## アメリカ合衆国下院議員
1824年、エヴァレットはホイッグ党の公認指名を受けて、マサチューセッツ州第19選挙区からアメリカ合衆国下院議員に選任された。エヴァレットは1825年3月4日から1835年3月3日まで5期10年の間、連邦下院議員を務めた。エヴァレットは1834年にホイッグ等の公認指名を断り、6期目の立候補を辞退した。エヴァレットは第20議会で下院外交委員会の委員長を務めた。
エヴァレットはホイッグ党の中でも保守派の立場をとり、秩序だった堅牢な国家体制を求めた。エヴァレットは議会で際立った演説者となり、共和制における政府のあり方や、新国家に求められる国民の強い団結を主張した。その当時、奴隷制度は賛否が両極化していたが、エヴァレットは南部の利益になるものとして奴隷制度を容認した。エヴァレットはもともと奴隷制度に反対の立場であったが、議論を深めることは南北間での紛争や分裂につながるものであると認識していた。

## マサチューセッツ州知事
エヴァレットは1836年1月13日から1840年1月18日までマサチューセッツ州知事を務めた。エヴァレットは最初の3年間、教育改革について深く取り組んだ。エヴァレットは州民の倫理観や認知能力の向上が社会の進歩につながるものであると信じた。エヴァレットはマサチューセッツ州全体を公教育の実験室とし、各学校のモニタリングを行った。エヴァレットは正常な教育を慣習として根付かせるために州教育委員会を設置し、また教師の能力向上のために師範学校の設立を支援した。またエヴァレットは、15歳以下のすべての子供に対して昼間学校への通学を命じる法律を承認した。州知事の最期の1年間、エヴァレットは休暇を取得し家族とともにヨーロッパを周遊した。

## 駐イギリス特命全権公使
州知事退任後、エヴァレットは旧友ダニエル・ウェブスターの熱心な依頼を受けて、1841年9月13日にジョン・タイラー大統領から駐イギリス特命全権公使に指名された。エヴァレットは1841年9月13日にイギリス女王ヴィクトリアに信任状を奉呈した。エヴァレットは公使を4年間務め、好感の持てる外交官として評判を得た。エヴァレットはイギリスによるアメリカ船舶の差し押さえに端を発する緊張状態を緩和するために働き、米英間の関係改善を支援した。エヴァレットはまた、カナダとの国境紛争解決に携わった。
またエヴァレットは駐イギリス公使在任中の1843年3月3日、ジョン・タイラー大統領から中国担当委員に指名されたが、エヴァレットはその指名を辞退した。1844年、大統領選挙でジェームズ・ポークが勝利し民主党が政権を掌握すると、エヴァレットは1845年8月8日に召還され、イギリスでの公使生活を終了した。エヴァレットは駐イギリス公使退任後、母校ハーバード大学で学長に就任した。

## ハーバード大学学長

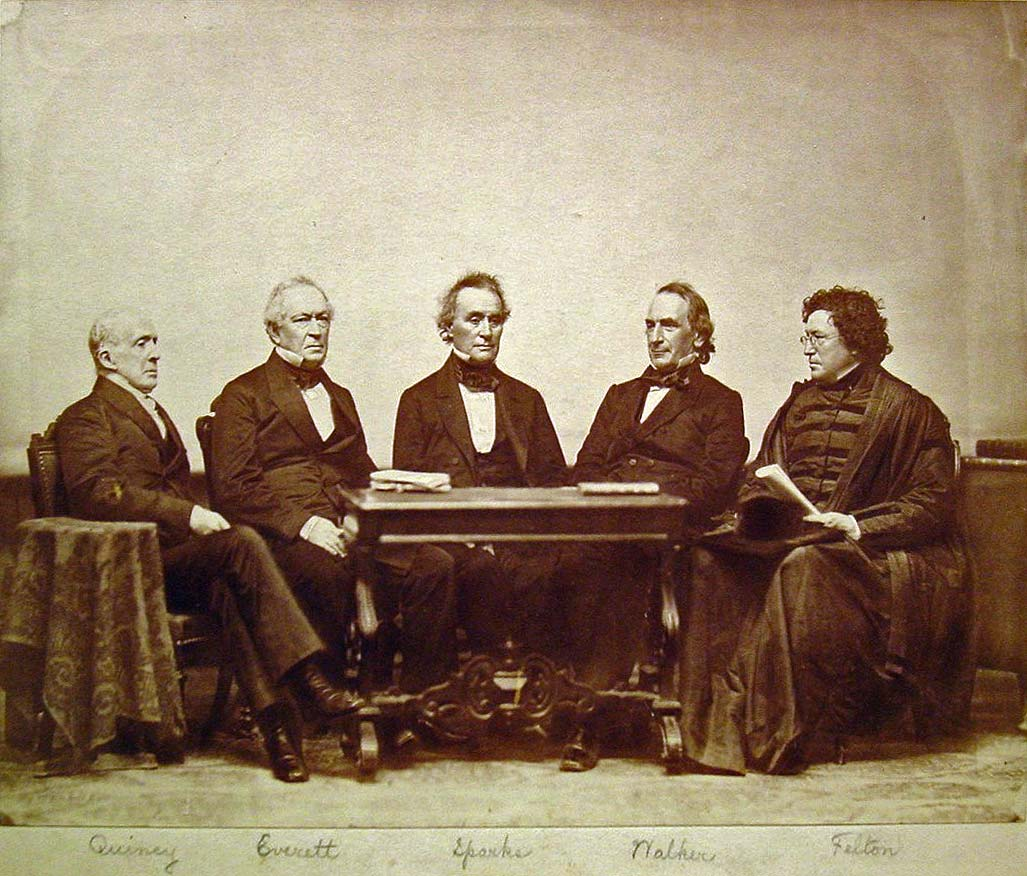
ハーバード大学学長を務めた5人

1846年、エヴァレットは母校ハーバード大学の学長に就任した。エヴァレットはもともと学長職に関心が薄く、政界への復帰の機をうかがうつなぎとして、不承不承に就任したポストであった。エヴァレットは自身の創作活動や研究活動の時間を奪われることを嫌い、管理責任からは一歩引いたスタンスを維持した。
エヴァレットは前任者から引き継いだ貧しい経営状態について、絶えず不満を漏らした。礼拝堂に出席する学生の身なりは貧相で、学内は荒れた状態が恒常化していた。飲酒が常態化し、中庭での焚火や売春は、日常的な出来事であった。建物は修繕の必要があった。エヴァレットは学生からのいたずらに悩まされていたが、対立的な学生や教員を相手にして事態改善を図るには準備不足であると感じていた。エヴァレットは学生から「頑固な婆さん」とあだ名を付けられ、自宅フェンスには落書きが絶えなかった。
エヴァレットは学長在任中にローレンス科学学校を創設した。ローレンス科学学校はルイス・アガシーの指導の下、大学院レベルの科学研究の中心地となった。またエヴァレットは中庭の隔離、寄付金の増加、大学図書館員の職務の明文化、学則の全面改訂などを行った。1849年にホイッグ党が再び政権を握ると、エヴァレットは学長職を辞職し、政治活動を再開した。

## アメリカ合衆国国務長官
1850年、エヴァレットはミラード・フィルモア政権で国務長官に就任した旧友ダニエル・ウェブスターの補佐官となった。エヴァレットはワシントンD.C.に駐在するオーストリア代理公使への書簡を起草し、1848年革命にかかるハンガリー駐在のアメリカ使節の保護を要請した。エヴァレットのこの書簡は、アメリカ合衆国としての権利を主張し、民主政府達成の努力についての賛同を諸外国に求めるものであり、アメリカの外交政策の重要な声明となった。
エヴァレットは1852年11月6日、国務長官ウェブスターの死去に伴い、フィルモア大統領から後任の国務長官に指名された。エヴァレットはフィルモア大統領の任期満了となる1853年3月3日まで国務長官を務めた。エヴァレットの国務長官としての任期は半年もなかったが、キューバにおけるスペインの主権を保証するというフランスの提案を拒否し、領有権はアメリカにあると断言したことから、瞬く間に有名になった。エヴァレットはまた、マシュー・ペリー准将の日本派遣、ロボス島をめぐるペルーとの論争解決などを行った。

## アメリカ合衆国上院議員
1853年3月4日、エヴァレットはホイッグ党の公認指名を受けて、アメリカ合衆国上院議員に選任された。エヴァレットは第33議会において1854年4月6日に、国民からの2通の請願書を公開した。1通はマサチューセッツ州デダムの住民からの請願書であり、ミズーリ妥協への反対を求めるもの。もう1通はペンシルベニア州ゲティスバーグの住民からの請願書であり、在外アメリカ人の信教の自由の保証を支持するものであった。エヴァレットは奴隷制度をめぐるカンザス・ネブラスカ法が上院での議決にかけられた際、投票を棄権した。エヴァレットは奴隷制度に反対する有権者から非難を浴びた。エヴァレットはその後、投票の直前に病気にかかっていたことを明らかにしたが、結局カンザス・ネブラスカ法が可決した翌日の1854年6月1日、連邦上院議員を辞任した。

## 政界引退後

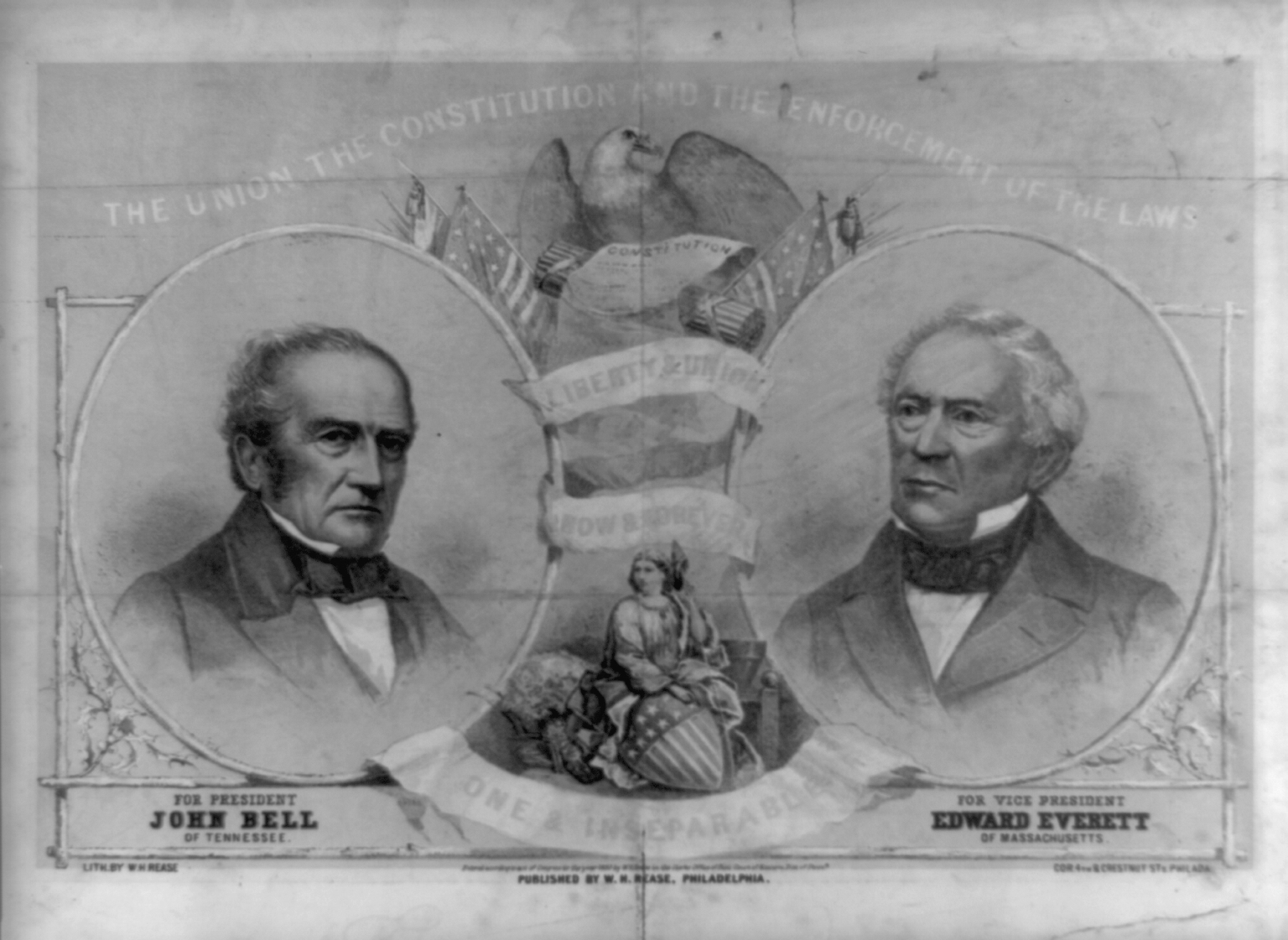
立憲連合党の選挙ビラ。左は大統領候補ジョン・ベル、右が副大統領候補エヴァレット。

連邦上院議員退任後、エヴァレットは政治的追及を逃れるため、国内各地を周遊し、連邦体制の維持を呼びかける活動を行った。1858年、エヴァレットはジョージ・ワシントンの邸宅「マウントバーノン」を保存するための募金活動に乗り出した。エヴァレットはワシントンの人柄や業績について講義を行い、ワシントンが現在の連邦体制の確立に大きく貢献したことをアピールした。エヴァレットは合計で129回の演説を行い、6万9064ドルをマウントバーノン夫人協会に寄付した。
エヴァレットは1860年の大統領選挙に立憲連合党から副大統領候補として立候補したが、敗北した。

## ゲティスバーグ演説
南北戦争が開戦すると、エヴァレットは北部合衆国を強く支持した。エヴァレットは政府の軍事行動を支持するよう、北部各地で講義や演説を行った。エヴァレットは、その時代の人間の中でも最上級の弁論家であるとの評判を獲得していた。エヴァレットはゲティスバーグの戦い後に、ゲティスバーグ国立墓地での献納式典で基調演説を依頼された。式典は1863年9月23日に行われる予定であったが、エヴァレットはわずか2ヶ月足らずの期間では十分な準備ができないと組織委員会に伝え、式典の延期を求めた。委員会はエヴァレットの要求に応じ、式典は11月19日に延期された。組織委員会は時間的余裕ができたため、組織委員長のデイヴィッド・ウィルズは大統領のエイブラハム・リンカーンにも「適切な短いスピーチ」をしてくれるよう要請した。
エヴァレットは献納式典において、2時間の大演説を行った。この演説においてエヴァレットは、古代から現代へと至る自由への英雄的努力は、アメリカの戦場で示された勇気や犠牲へとつながるものであると述べた。エヴァレットは、連邦体制の維持こそが戦争の大義であるとし、最終的に南北は再び統一されるだろうと予想した。エヴァレットは強い合衆国こそが戦後の復興を牽引するものであると主張した。
エヴァレットの演説後、リンカーン大統領が続いて、2分間の有名な「ゲティスバーグ演説」を行った。エヴァレットはその演説を高く評価し、翌日に感想を手紙に記してリンカーン大統領に送った。

## 晩年

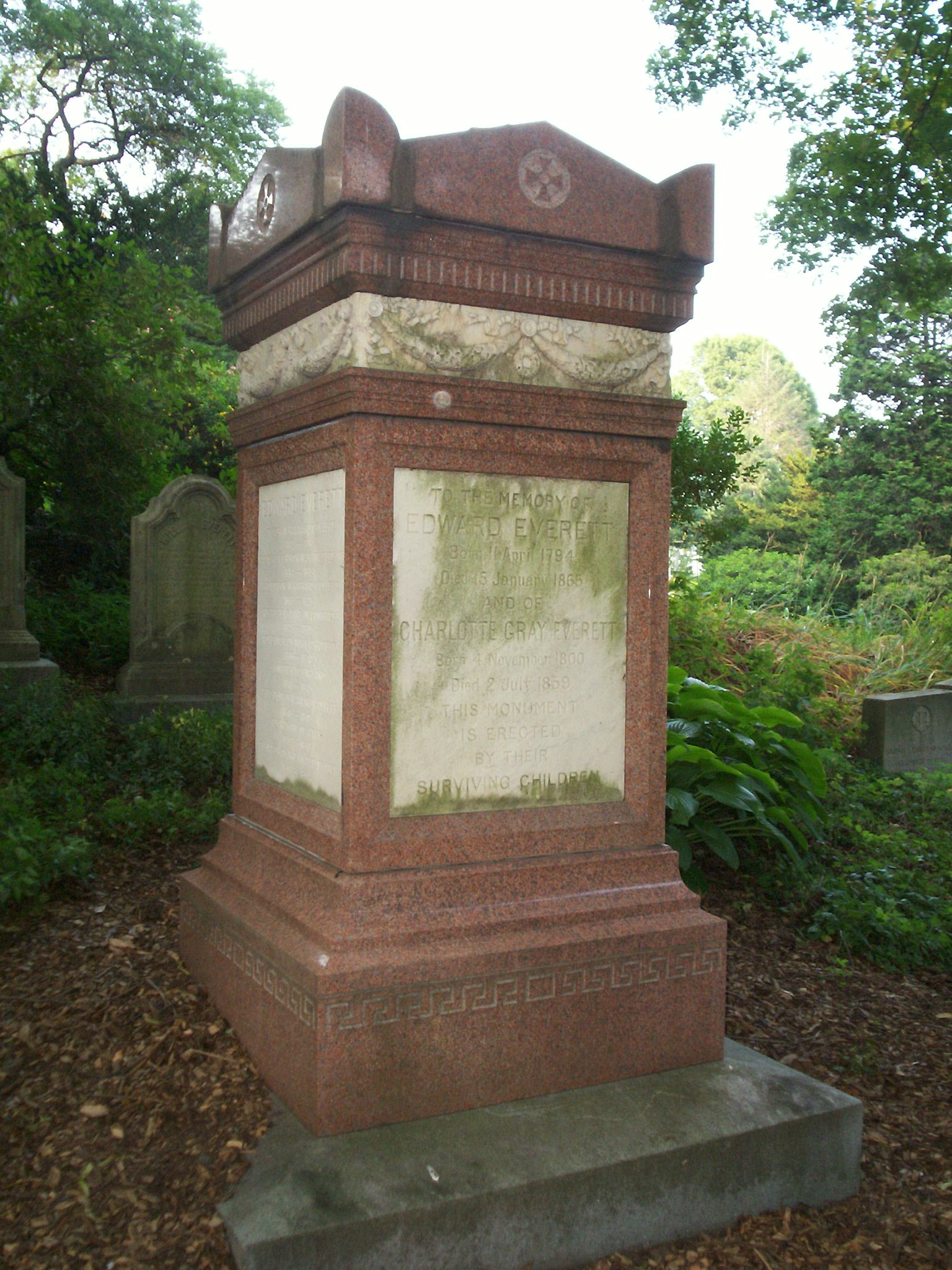
エヴァレットの墓所

エヴァレットは1864年の大統領選挙でリンカーンを強く支持し、合衆国各地で演説を行った。エヴァレットは選挙戦の最終段階にボストンのファニエル・ホールで、数千人の人々からその惜しみない努力を賞賛された。このファニエル・ホールでの演説が、エヴァレットの最後の公開演説となった。
エヴァレットは演説活動と長旅により疲弊し、健康を損なった。そして1865年1月15日、エヴァレットは肺炎によりボストン市内で死去した。エヴァレットの遺体はマサチューセッツ州ケンブリッジのマウントオーバーン墓地に埋葬された。
ペンシルベニア州エヴァレットとマサチューセッツ州エヴァレットは、エヴァレットにちなんで名付けられた。ボストンのドーチェスターにあるマサチューセッツ・アヴェニューとコロンビア・ロードの交差点エドワード・エヴァレット・スクエアもまた、エヴァレットにちなんで命名された。交差点近くに位置する小学校にも、エヴァレットの名が付けられている。マサチューセッツ州ウィンチェスターのエヴァレット・アヴェニューは、かつてその地域にエヴァレットが土地を所有していたことから名付けられた。アイオワ州スーシティのエヴァレット・スクールも、エヴァレットにちなんで名付けられた。
1890年と1891年に発行された額面50ドルの銀証券には、エヴァレットの肖像が描かれた。収集家の間で「エヴァレット」と呼ばれているこれらの証券は現代でも法定通貨として使用することができるが、その希少価値は高く、3000ドルを超える値段で売買されることもある。サンフランシスコ連邦準備銀行のアメリカ通貨展示所にある50ドル銀証券は、オンラインからも閲覧可能である。

## 家族
エヴァレットの両親は牧師のオリヴァー・エヴァレット（Oliver Everett、1752年 - 1802年）とルーシー・ヒル（Lucy Hill, 1768年 - 1824年）であり、ともにイングランドから17世紀にマサチューセッツへ入植した移民の末裔であった。エヴァレットは1822年にボストンの上流実業家の娘シャーロット・グレイ・ブルックス（Charlotte Gray Brooks, 1800年 - 1859年）と結婚した。2人の間には、以下の子供が生まれた。
1. アン・ゴーラム・エヴァレット（Anne Gorham Everett, 1823年 - 1844年）
2. シャーロット・ブルックス・エヴァレット（Charlotte Brooks Everett, 1825年 - 1879年）
3. グレイス・ウェブスター・エヴァレット（Grace Webster Everett, 1827年 - 1836年）
4. エドワード・ブルックス・エヴァレット（Edward Brooks Everett, 1830年 - 1861年）
5. （名無しの）エヴァレット（Unknown Everett, 1833年 - 1833年）
6. ヘンリー・シドニー・エヴァレット（Henry Sidney Everett, 1834年 - 1898年）
7. ウィリアム・エヴァレット（William Everett, 1839年 - ?）